# Athetis postpuncta
Athetis postpuncta là một loài bướm đêm trong họ Noctuidae.